# Линч, Кэлам
Кэ́лам Фи́нбар Линч (англ. Calam Finbar Lynch; род. 7 ноября 1994 года, Уорикшир, Англия, Великобритания) — британский актёр ирландского происхождения. Наиболее известен по ролям в фильмах «Чёрная Красавица» и «Благословление», а также телесериале «Бриджертоны».

## Биография
Родился 7 ноября 1994 года в графстве Уорикшир, Англия. Происходит из династии ирландских актёров Нив Кьюсак и Финбара Линча, является внуком Сирила Кьюсака и племянником Сорчи и Шинейд Кьюсак. В детстве Линч прожил с семьёй три года в деревне Моттрам-Сент-Эндрю в Чешире, где посещал местную начальную школу, в то время как его родители работали в Манчестере. Впоследствии семья переехала в Барнс на юго-западе Лондона.
Учился в старшей школе Латимер в Хаммерсмите, после чего изучал классическую литературу в Сомервиль-колледже Оксфордского университета, который закончил в 2017 году. До девятнадцати лет Линч больше увлекался футболом, а стать актёром его вдохновил двоюродный брат Макс Айронс, после чего он начал принимать участие в театральных постановках во время обучения в университете.

## Карьера
Во время своего заключительного года обучения в Оксфорде Кэлам Линч появился в небольшой роли в военной драме «Дюнкерк». После выпуска он получил роль Гордона Уилсона в мини-сериале Би-би-си «Миссис Уилсон». В 2020 году актёра можно было увидеть в экранизации одноимённой новеллы «Чёрная Красавица» от Disney+. После этого он исполнил роль Стивена Теннанта в фильме-биографии «Благословление».
В 2022 году Линч появился во втором сезоне исторической драмы «Бриджертоны», где сыграл роль Тео Шарпа. Также он предстал в образе молодого Кэри Гранта в драматическом сериале «Арчи». В том же году стало известно, что Кэлам получил роль во втором сезоне фэнтезийного телесериала компании Amazon «Властелин колец: Кольца власти».

## Фильмография
| Год  |     | Русское название               | Оригинальное название                     | Роль             |
| ---- | --- | ------------------------------ | ----------------------------------------- | ---------------- |
| 2017 | ф   | Дюнкерк                        | Dunkirk                                   | моряк            |
| 2018 | с   | Миссис Уилсон                  | Mrs Wilson                                | Гордон Уилсон    |
| 2019 | кор | Чепуха                         | Poppycock                                 | Лоуренс Бауэр    |
| 2019 | с   | Девчонки из Дерри              | Derry Girls                               | Джон-Пол О’Райли |
| 2020 | ф   | Чёрная Красавица               | Black Beauty                              | Джордж Уинторп   |
| 2021 | ф   | Благословление                 | Benediction                               | Стивен Теннант   |
| 2022 | с   | Бриджертоны                    | Bridgerton                                | Тео Шарп         |
| 2023 | кор | Приручая морского конька       | Taming a Seahorse                         | Нейтан           |
| 2023 | с   | Арчи                           | Archie                                    | Арчи             |
| 2024 | с   | Властелин колец: Кольца власти | The Lord of the Rings: The Rings of Power | Камнир           |
| 2024 | с   | Дорогуша                       | Sweetpea                                  | ЭйДжей           |